# NetManage
NetManage Inc.は、1990年にイスラエル人エンジニア Zvi Alon によって設立された、カリフォルニア州クパチーノに拠点を置くソフトウェア会社であった。 同社の開発センターは、イスラエルのハイファにあるMATAMテクノロジパークに存在した。2008年6月、同社はバークシャー州ニューベリーに拠点を置くイギリスの会社、 Micro Focus Internationalに買収された。 

## 歴史
NetManageは1990年に Technion -Israel Institute of Technology で訓練を受け、1980年代にシリコンバレーに移住したイスラエル人エンジニアZvi Alonによって設立された。 TCP / IP 、 ネットワーキング 、およびEメール製品を提供した初期のソフトウェア会社の1つであった。 
ドットコムブームの間、同社は1億ドル（2000年12月31日に終了した年度）を超える年間収益を生み出したが、その後、数年間、収益は下落し続けた。 同社は、フォーチュン500社の大多数を含む、全世界で10,000社の顧客を抱えていると報告されていた。 同社の株式はNASDAQでNETMのシンボルで取引されていた。 
同社は1994年にはChameleonというWebブラウザを開発した。 カメレオンを会社のロゴとして使用していた。 
ヘルダー・アントゥネスは、 1998年に1993年からエンジニアリングのNetManageにディレクターを務めた
同社はイスラエルで最初のインターネットサービスプロバイダの 1つであるNetVisionの立ち上げにも関わっていた。 

## NetManageが開発または取得した製品
- OnWeb - 企業が重要なアプリケーションのための既存のハードウェアの使用を改善することを可能にするレガシー近代化 、統合およびWeb化ソフトウェア。 OnWebは、コマンドラインアプリケーションをグラフィカルなWebベースのアプリケーションに変換し、以前のソフトウェアでロックされていたプロセスを再利用可能なコンポーネントに変換する。 これは、既存のアプリケーションのロジックを変更することなく実現され、新しいプロセスを展開するリスクとコストの削減を実現した。
- RUMBA - ターミナルエミュレーション ＆ホストコネクティビティ製品。 RUMBAは、IBMメインフレーム、IBM iSeries（ AS / 400 ）、Hewlett-Packard、UNIX、およびVAXコンピュータを含む幅広いホストシステムからの情報にアクセスして使用するためのWindows環境をユーザーに提供。 マルチセッションのサポートやプリンタのエミュレーションから、さまざまなファイル転送やローカルグラフィックオプションまで、Windowsベースのエミュレータのすべてのコア機能を提供した。
- Librados - Java JCAアプリケーション統合アダプタ
- SOA Planner - インテリジェントサービスモデリング＆プランニングソリューション
- Ecco Pro - 個人情報管理ソフトウェアプログラム
- Relay Gold - ターミナルエミュレータソフトウェアプログラム
- Z-Mail - Network Computing Devicesから購入した、クロスプラットフォーム標準ベースの電子メールクライアント 。
- Chameleon - UNIX Link - Unix上で動作するWebブラウザ

## 買収
- Arabesque Software - 1994年に買収
- Syzygy Communications - 1995年に買収
- AGE Logic - 1995年に買収
- MaxInfo - 1996年に買収
- NetSoft - 1997年に買収
- FTPソフトウェア - 1998年に買収
- リレーテクノロジー - 1999年に買収
- Wall Data、Inc、 RUMBAの開発者 - 1999年に買収
- 1999年に買収- Simware、OnWebの開発
- Librados - 2004年に買収[4]